# Cosmarium binum
Cosmarium binum  là một loài Song tinh tảo trong họ Desmidiaceae, thuộc chi Cosmarium.